# Krystyna Niżyńska
Krystyna Niżyńska ps. Zakurzona, Krysia Zakurzona (ur. 9 czerwca 1928 we Lwowie, zm. ok. 24 września 1944 w Warszawie) – najmłodsza sanitariuszka powstania warszawskiego, harcerka Szarych Szeregów.

## Życiorys
Urodziła się w rodzinie Leopolda Juliana, majora Wojska Polskiego, i Heleny Agnieszki z Donhofferów. Była siostrą Andrzeja – również powstańca.
Podczas okupacji Krysia Niżyńska należała do konspiracyjnej 4 Warszawskiej Drużyny Harcerek „Knieje” działającej na Żoliborzu. Była również uczennicą tajnych kompletów, będąc jednocześnie zatrudnioną w zakładzie krawieckim. W pierwszym miesiącu powstania warszawskiego była łączniczką w harcerskim patrolu utrzymującym łączność Śródmieścia z Żoliborzem. 6 września została przydzielona do I plutonu „Sad” 2. kompanii „Rudy” batalionu „Zośka” jako sanitariuszka. Po jednym z bombardowań, przysypana pyłem i gruzem, krzyknęła do innych sanitariuszek: Ratujcie tamte, mnie nic nie jest, ja jestem tylko zakurzona! – stąd wziął się jej pseudonim. Po upadku Czerniakowa dostała się do niewoli i została zamordowana przez Niemców. Dokładna data jej śmierci nie jest znana, ostatni raz widziano ją żywą 24 września 1944, w okolicy Kościoła św. Stanisława Biskupa przy ul. Wolskiej. Miała wtedy nieco ponad 16 lat.
W dniu 24 września 2006 została patronką Szpitala Ginekologiczno–Położniczego przy ul. Inflanckiej w Warszawie.
Inicjatorką wyboru Krysi na patronkę szpitala była Barbara Wachowicz, autorka cyklu książkowego Wierna rzeka harcerstwa. Na uroczystość odsłonięcia tablicy poświęconej patronce oraz harcerski kominek pamięci, odbywający się w auli szpitala, przybyli m.in. kombatanci – żołnierze batalionu „Zośka” oraz władze Miasta Stołecznego Warszawy. Związek Harcerstwa Polskiego reprezentował przewodniczący ZHP hm. Andrzej Borodzik oraz drużyny harcerskie z całego kraju.

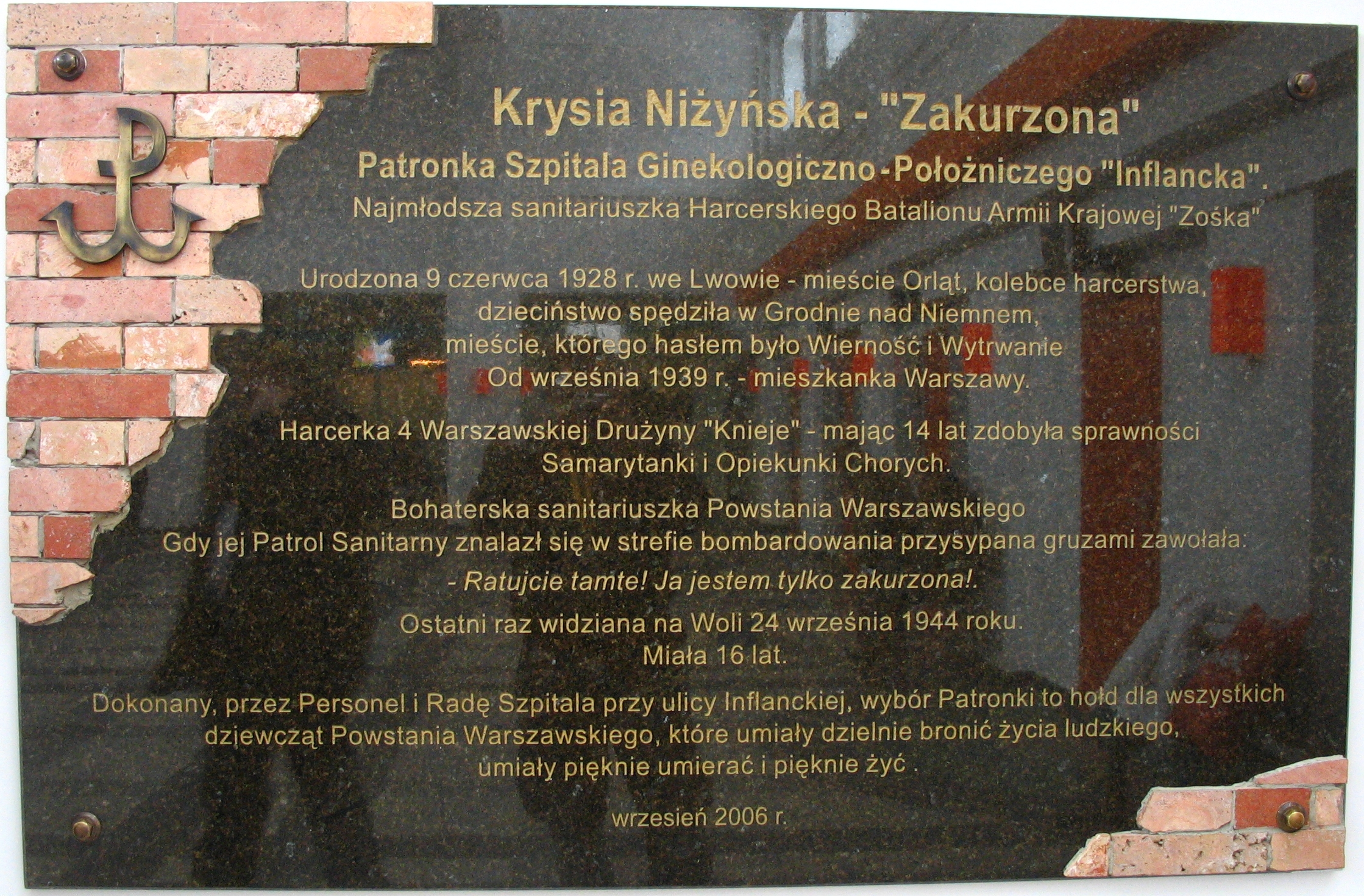
Tablica upamiętniająca Krystynę Niżyńską w Szpitalu Ginekologiczno-Położniczym na ul. Inflanckiej w Warszawie
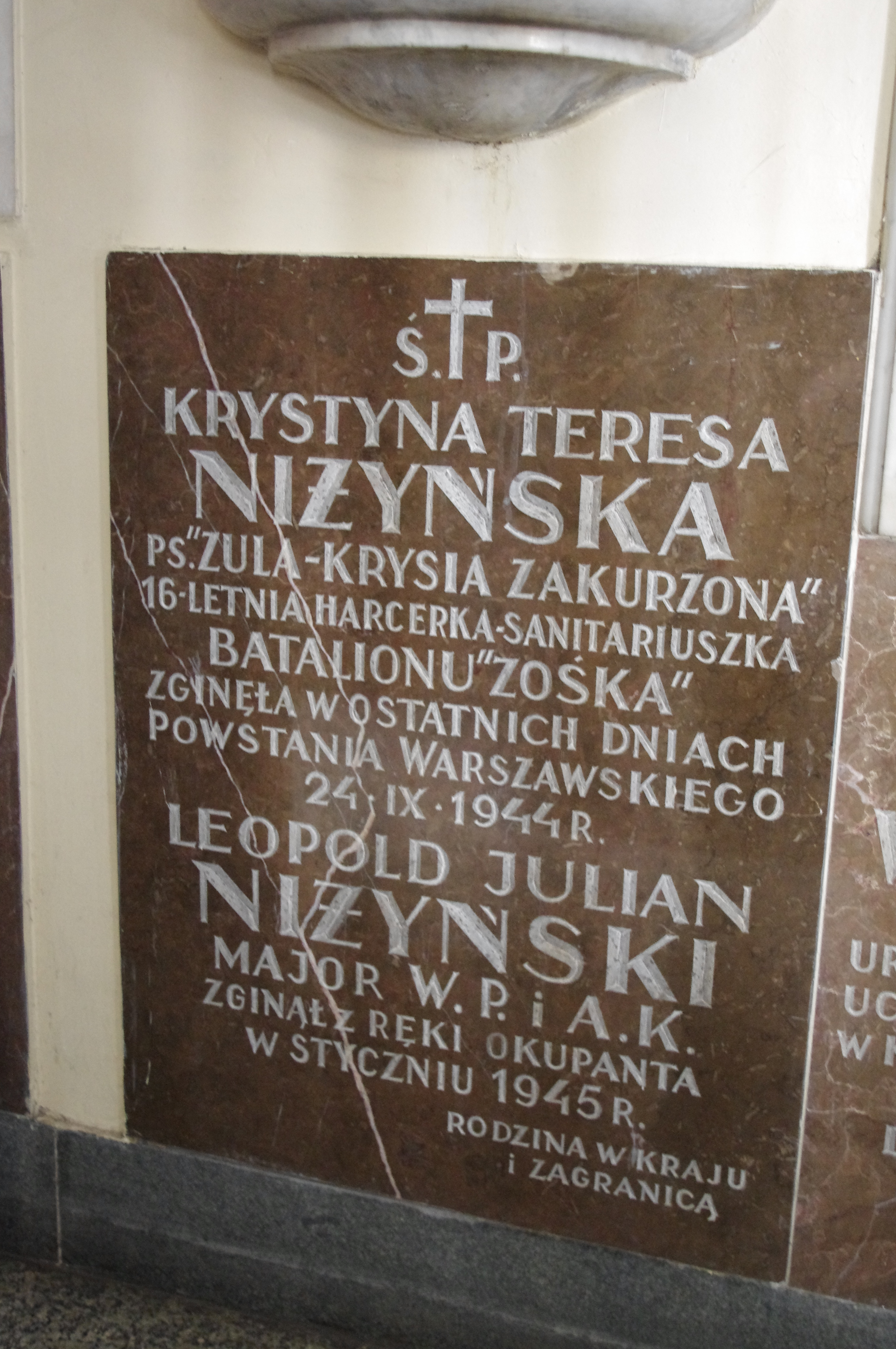
Tablica upamiętniająca Krystynę Niżyńską w Kościele św. Stanisława Kostki w Warszawie